# Vicky Phelan
Vicky Phelan   (Limerick, 28 d'octubre de 1974 - Limerick, 14 de novembre de 2022) va ser una advocada irlandesa coneguda per la seva lluita per la revisió del programa de detecció precoç del càncer cervical CervicalCheck desenvolupat pel sistema de salut pública d'Irlanda.
L'any 2014 Phelan va ser diagnosticada d'un càncer cervical que un test no li va saber detectar l'any 2011 tot i haver-hi cèl·lules canceroses, motiu pel qual Vicky Phelan va decidir denunciar l'empresa responsable del test, Clinical Pathology Laboratories (Austin,Texas) i al programa CervicalCheck. Durant el procés es van destapar altres casos, alguns de mortals, sumant un total de 221 afectades. L'any 2018 els tribunals van resoldre a favor de la denunciant obligant a l'empresa a pagar una indemnització de 2,5 milions d'euros.
Pel que fa a la seva pròpia experiència com a pacient amb càncer cervical, Vicky Phelan va denunciar públicament el funcionament del sistema mèdic irlandès, en molts casos obsolet i poc professional.
Vicky Phelan va ser escollida com una de les 100 dones més influents de 2018 per la BBC.